# Allium erythraeum
Allium erythraeum är en amaryllisväxtart som beskrevs av August Heinrich Rudolf Grisebach. Allium erythraeum ingår i släktet lökar, och familjen amaryllisväxter. Inga underarter finns listade i Catalogue of Life.